# Uriel Nespoli
Uriel Nespoli (Napoli, 15 gennaio 1884 – giugno 1973) è stato un direttore d'orchestra italiano.

## Biografia
Pupillo di Leopoldo Mugnone, Nespoli si specializzò nell'opera italiana. Per l'Italia fu considerato un Tesoro Nazionale e nel 1931 fu segretamente trasportato negli Stati Uniti per la sua sicurezza.
Dapprima lavorò come direttore musicale della Houston Symphony, che si stava ricostituendo dopo una pausa durata tredici anni, dopo essersi sciolta nel 1918 a causa della prima guerra mondiale e dalla generale mancanza di fondi. Dopo aver diretto concerti nella primavera del 1931 e per tutta la stagione 1931-1932, Nespoli fu licenziato dal suo lavoro a Houston.
Continuò la sua carriera di direttore a New York. Fu il terzo direttore a dirigere l'opera La bohème di Giacomo Puccini e presumibilmente non perdonò mai Puccini per non avergli concesso la prima, dato che si conoscevano bene ed erano stati colleghi in gioventù. Si dice però che si trovasse in Brasile al momento della prima esecuzione di Boheme.
Tra i suoi colleghi musicisti c'era il soprano Rosa Ponselle. Indirizzò a lei numerose future cantanti liriche per prendere lezioni presso la Villa Pace a Baltimora.